# Мустафакемальпаша (река)

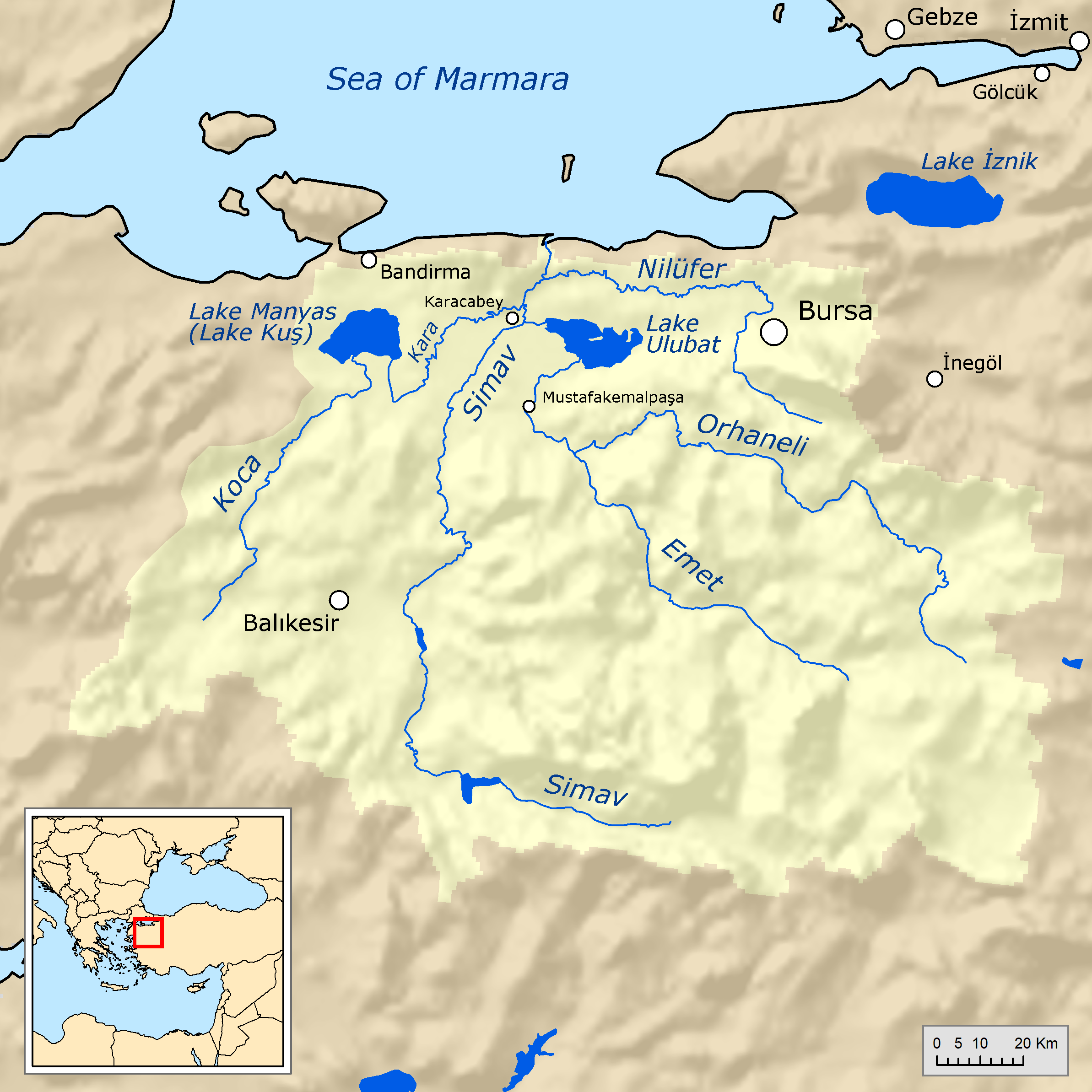

Мустафакемальпаша (Мустафа-Кемальпаша, тур. Mustafakemalpaşa Çayı, Адирназ, Adırnaz (Adırnas) Çayı) — река на северо-западе Малой Азии в Турции. Принадлежит бассейну Мраморного моря. Названа по городу Мустафакемальпаша, через который она протекает. Впадает в озеро Улубат (озеро Аполлонийское).
Река образуется при слиянии рек Орханели и Эмет (Emet Çayı) близ села Джамандар. В 1996—2002 гг. построена плотина Чынарджык на Орханели. В 2006—2010 гг. построена гидроэлектростанция Улуабад мощностью 100 МВт. Вода от плотины Чынарджык отводится по туннелю в южную часть озера Улубат.
В прошлом известна как Риндак (др.-греч. Ῥύνδακος, лат. Rhyndacus). По реке проходила граница между областями Мизия и Вифиния. После ряда землетрясений стала притоком реки Симав. Ранее считалась основным руслом. С рекой связаны некоторые древнегреческие мифы.
На берегах Риндака произошло сражение, в котором Лукулл победил в 73 году до н. э. войско Митридата. 
15 октября 1211 года во время Латино-никейской войны на реке произошло важное сражение, завершившееся победой франков, которые затем прошли по греческим землям вплоть до Нимфея. В начале XIV века берега реки вошли в состав Османской империи.